# Гърня
Гърня е село в Северна България. То се намира в община Дряново, област Габрово.

## География
Село Гърня се намира до главния път между градовете Дряново и Трявна. На 2 км югоизточно от моста на Дряново. най-близкият град е Дряново, а на 14 км – Трявна. На половин километър южно от селото минава Дряновска река. Близко е до Велико Търново – 24 км. до общинския център – Дряново е на 3 км, до Габрово – 22 км и на 6 км северозападно от по-голямото село Царева ливада. Селото е разположено върху висок рид, като къщите са застроени върху хълм. Свързано е с Дряново чрез удобен асфалтов път, който преминава по здрав железобетонен мост, построен през 1936 година, последствие реконструиран и значително разширен. На 2 км от дряновската екопътека.

## Население
Преброяване на населението през 2011 г.
Численост и дял на етническите групи според преброяването на населението през 2011 г.:
|                     | Численост | Дял (в %) |
| Общо                | 3         | 100,00    |
| Българи             | 0         | 0,00      |
| Турци               | 0         | 0,00      |
| Цигани              | 0         | 0,00      |
| Други               | 0         | 0,00      |
| Не се самоопределят | 0         | 0,00      |
| Неотговорили        | 1         | 33,33     |

## Културни и природни забележителности в близост до село Гърня
В близост до с. Гърня, общ. Дряново са открити най-старите следи от живот на Балканския полуостров – в пещерата Бачо Киро край Дряновския манастир, разположен по долината на река Андъка са открити свидетелства за човешко присъствие от епохата на палеолита. Намерени са и многобройни останки от древни селища, крепости, колони с надписи и украшения от времето на траките и римляните (крепостите Боруна и Дискодуратера). Пещерата е на няколко нива с дължина около 3 км.
Музеят „Кольо Фичето“, забележителност представлява църквата „Св. Никола“, построена от Кольо Фичето. Не пропускайте да видите Лафчиевата къща. Уникалното за тази къща е, че по време на построяването и не е използван нито един гвоздей. Ако искате да се насладите на великолепно резбовани тавани, трябва да посетите църквата „Света Троица“.
Експозицията на Исторически музей – Дряново „Дряновският манастир“ – средище на българския дух, въстаническо огнище през 1876 г., със зали „Археология“ и „Възраждане“ на Дряновския край, се намира непосредствено до входа на манастирския комплекс.
Дряновската екопътека – изградена е по програмата „Български екопътеки“ на Българската асоциация за селски и екотуризъм. Разположена е край Дряновския манастир, на 6 км от с Гърня. Надморската височина на маршрута варира между 270 и 510 метра.

## Други
Климатът в Гърня е умереноконтинентален. Зимата е снежна, но не много студена, а лятото – прохладно. Вятърът е рядък гостенин, защото целият район е скътан всред планински вериги, които го предпазват от силни течения. Климатът на планинската част е изключително благоприятен за лечение и профилактика на белодробни и сърдечни заболявания, особено при деца.